# Gustav Hauberg
Gustav Hauberg (* 18. August 1916 in Kiel; † 18. Juli 1977 in Hannover) war ein deutscher Orthopäde. Er war zuletzt Professor an der Medizinischen
Hochschule in Hannover und ärztlicher Direktor des Annastifts.

## Leben
Hauberg studierte ab 1938 Medizin an der Christian-Albrechts-Universität Kiel. Im selben Jahr trat er der SS bei. Nach Staatsexamen und Promotion 1943 absolvierte er die Ausbildung zum Facharzt für Orthopädie. Von Juli 1951 bis Januar 1952 war er kommissarischer Leiter der Orthopädischen Klinik in Kiel, danach Erster Oberarzt an der Orthopädischen Universitätsklinik „Friedrichsheim“ in Frankfurt am Main. Am 10. März 1961 wurde er zum außerplanmäßigen Professor an der Universität Frankfurt ernannt. Von 1961 bis 1977 war Hauberg ärztlicher Direktor des Annastifts in Hannover. Ab 1969 vertrat er als Lehrbeauftragter und ab 1971 als Mitglied des Lehrkörpers der Medizinischen Hochschule das Fachgebiet Orthopädie.